# 奨学金
奨学金（しょうがくきん）とは、研究や就学を援助するために貸与または給付される資金、またはその制度。
奨学金にはニ種類あり、一つは優れた学術研究や成績優秀者に対する返済不要な援助である給付型奨学金である。学校法人や公益財団法人、福祉法人や企業などが、卒業後に事前に約束した職種に一定期間就くことを条件として、給付型奨学金制度を設けているところもある。もう一つは経済的理由で就学困難なものに対して、教育機会を保障するため無利息または「国の学生ローン」よりも超低金利である貸与型奨学金がある。

## 概説
奨学金には次のようなものがある。
- メリット・ベース（Merit-based）：学生の学術・芸術・体育などの評価に基づいて支給。課外活動・コミュニティサービスなども考慮する場合がある[9]。
- ニーズ・ベース（Need-based）：学生個人の家庭的状況（たとえば公的扶助受給）に基づいて支給。
- 学生指定型（Student-specific）：応募者の性別・人種・宗教・家族構成・保健状態など、学生の個人的状況に基づいて支給（アファーマティブアクション）。
- キャリア指定型（Career-specific）；特定の分野・研究領域に進むことを計画している者を対象として、教育機関側が支給。
- 教育機関指定型 （College-specific）：教育機関側が、成績優秀な自分の学生に対して支給。
- スポーツ奨学金

奨学金の運営組織は公的団体のものと民間団体（慈善団体・財団）のものがある。

## 日本の奨学金

### 給付奨学金（給付型奨学金）
給付型奨学金は、優秀な生徒・学生を確保する目的で設けられた制度である。高等学校生徒を対象とした代表的な事例として、公益財団法人全国商業高等学校協会が商業高校生徒を対象とした奨学金が挙げられる。公益財団法人全国商業高等学校協会は大学生奨学事業も行っている。公認会計士（又は税理士）志望の商業高校簿記部出身者などを対象として、私立大学が給付型奨学金の一類型として入学金免除・授業料免除又は低減措置をすることが多い。また、一般の給付型奨学金の中には、財団法人や福祉法人、企業などにて、卒業後に規定された職種に一定期間就くことを条件に給付型奨学金を支給しているところがある。
企業や自治体の主宰する奨学金に多い。日本学生支援機構でも少額ながら取り扱いがある。平成16年（2004年）4月からの国立大学法人化に伴い、護送船団でなくなった国立大学でも個別に給付奨学金制度の整備が行われている（例：「一橋大学学業優秀学生奨学金制度」、「金沢大学アカンサス・スカラシップ制度」）ほか、国公立大学では授業料免除枠が大幅増加している。

#### 雇用保険関連
一定期間雇用保険に加入したことのある者は、職業訓練として、授業料無料で保育士等の短期大学や専門学校などを含む養成校に通うことができる。さらに一定の条件を満たすことで、在学中は雇用保険の基本手当を受給し続けることができる場合もある。
入学以前に一定期間（原則は3年以上）雇用保険に加入したことのある者が、教育訓練給付制度上の教育訓練として厚生労働大臣の指定を受けた課程（専門職大学、法科大学院、教職大学院、その他の養成施設等）に所定の要件を満たした上で入学した場合は、入学金や学費の一部を受給できる。さらに、2025年3月31日までの時限措置であるが、受講開始時に45歳未満であるなどの要件を満たす場合、教育訓練支援給付金（雇用保険の基本手当の8割）を受給できる。

### 貸与奨学金
貸与型奨学金であり、成績問わずに無利子ないし低金利を伴う貸与していることで、高成績や卒業後の義務要件がある給付型に比べて幅広い層を奨学金事業の対象者とすることができる。

#### 教育ローンとの違い
教育ローンとの違いは、在学期間中の利息支払いが免除されているという返済開始時期の差、教育ローンの中で最も利息が低い「国の教育ローン」の利息約1.7％の1/5～1/100以下で借りることが出来るという各種メリットがある。

#### 日本学生支援機構
2004年4月1日より、奨学事業、留学生支援事業、学生相談等の事業を統合して行う独立行政法人として、それまでの日本育英会、文部科学省・国立大学の業務の一部、財団法人日本国際教育協会、財団法人内外学生センター、財団法人国際学友会、財団法人関西国際学友会の一部の業務を引き継いで、独立行政法人日本学生支援機構として誕生。奨学事業に関しては利用者の最も多い奨学金制度の一つ。
高等専門学校、専修学校専門課程、大学、大学院（放送大学などの通信制大学・大学院を含む）に在籍する学生に対して、奨学金を貸与する。奨学金には第一種（無利子）、第二種（有利子）などの区分が設けられており、第一種の方が採用基準が厳しく（学力等）、第二種は条件（保護者の年収等）を満たせば採用される。
返済が難しい時には、申請することで月々の返済額の減額や、返済猶予を受けることができる。返済猶予は原則最長10年間であるが、災害・病気・生活保護受給中の場合はその状態が継続中は猶予される。また、返済期間中に大学等に在学する場合は、申請することで返還期限が猶予される。心身障害の際は返済免除が認められる他、大学院において第一種奨学金を受給した優秀な者に対する全額または一部免除制度もある。日本育英会の時代には、学校の先生などとして就職し、一定期間勤めた者に対する免除制度もあった。
奨学金の滞納者は、1960年代の時点で既に問題視されており、1965年（昭和40年）3月には、初の強制執行による差押が行われた。当時の新聞では、長期滞納者を「札付き」と表現している。2009年（平成21年）からは、3ヶ月以上の滞納者は全国銀行個人信用情報センターに「多重債務化への移行防止は、教育的観点から極めて有意義」として、信用情報として登録されることとなった。
2015年（平成27年）3月には、学生支援機構の奨学金に対する批判に対する日本学生支援機構理事長による見解が、日経ビジネスの取材を介して公開され、さらに、2016年（平成28年）1月には、より詳細なインタビューが東洋経済新報社のウェブサイトで公開された。
大学別貸与型奨学金延滞率・偏差値と返済力の反比例
かつては奨学金は、「成績優秀な苦学生」のためのものだったが、成績優秀ではない学生にも貸与されるようになった。そのため、大学ごとの教育姿勢、事前の奨学金説明会、卒業生へのフォローが「返済力」に反映されている。2017年に日本学生支援機構が発表した「大学別の貸与型奨学金延滞率平均」は1.3％であるものの、大学別延滞率の最高は13.9％の大学であり、延滞率5％超の大学が20校ある。
逆に卒業者の貸与型奨学金の「返済力」が強い医療系大学（医科大学、歯科大学、薬科大学、看護大学）を中心に2017年時点で延滞率0の大学も41校ある。
190の私大の貸与奨学金利用率を調査すると、4％から62％まで大学ごとに大きく差がある。そして、偏差値と貸与型奨学金利用率に反比例の傾向があること、低ランク大ほど返済力が低く、滞納率が高いことが統計結果から判明している。教育社会学者舞田敏彦は、低偏差値大学卒業生ほど卒業後に給与の良い就職先を得にくいことから滞納率が高く、高成績ではない低所得層の子女が貸与型奨学金で無理に大学進学したために余計に辛い人生となる構造と指摘している。加えて、生活費の高騰から社会人となっても返済の余裕がない事例があり、奨学金返済の負担が大きいことは日本社会において大きな問題となっている。

#### 技能者育成資金制度
文部科学省が所管しない職業能力開発総合大学校及び公共職業能力開発施設に在籍する学生や訓練生は日本学生支援機構の奨学金貸与の対象とならない。これに代わるものとして、独立行政法人雇用・能力開発機構が設けていた技能者育成資金制度があったが、2010年度末で終了となった。

##### 2009年4月以前の入校者対象
日本学生支援機構の奨学金制度と同様に、第一種（無利子）、第二種（有利子、年3%）の区分がある。第二種の対象者は都道府県立では職業能力開発校の日本版デュアルシステム、職業能力開発短期大学校の専門課程、雇用・能力開発機構立では都道府県センター（職業能力開発促進センターを含む）の日本版デュアルシステム、職業能力開発総合大学校（研究課程及び応用研究課程を除く）、職業能力開発大学校の専門課程及び応用課程、職業能力開発短期大学校の専門課程に在籍する学生及び訓練生である。
第一種の対象者は都道府県立では職業能力開発校（日本版デュアルシステムを除く）、職業能力開発短期大学校、雇用・能力開発機構立では、都道府県センター（職業能力開発促進センターを含む）（日本版デュアルシステムを除く）、職業能力開発総合大学校、職業能力開発大学校、職業能力開発短期大学校に在籍する学生及び訓練生である。
融資条件には経済的理由と成績基準があるが、第一種では特に優れた学生及び訓練生が対象となり、第二種では成績基準が緩くなっている。融資月額は、条件に応じて18,200円〜85,000円（第一種）、40,000円〜47,600円（第二種）である。
技能者育成資金の返還期間は最長16年以内である。以前は特定の職業（専修学校、職業能力開発総合大学校の教職員など）に指定された期間以上勤務すれば、返還が猶予及び免除される制度があったが、現在は廃止されている。

##### 2009年4月以降の入校者対象
2009年4月の入校生からは、第一種、第二種の区分を廃止し、すべて有利子（年3％、ただし在校中は無利息）の貸付制度になった。対象者は、都道府県立では職業能力開発校、職業能力開発短期大学校、雇用・能力開発機構立では、都道府県センター（職業能力開発促進センターを含む）、職業能力開発総合大学校、職業能力開発大学校、職業能力開発短期大学校に在籍する学生及び訓練生である。融資月額は、条件に応じて18,200円〜85,000円である。

##### 技能者育成資金制度の拡充
技能者育成資金制度による職業訓練期間中の生活保障給付（2009年1月から施行）については、職業訓練期間中の生活保障給付を参照のこと。

#### 技能者育成資金融資制度
技能者育成資金制度の終了に伴い、2011年より厚生労働省により創設された。労働金庫から有利子、無担保で一定限度額まで融資を受けることができる。2011年度の融資対象者と要件は、2011年4月時点において、職業能力開発総合大学校又は公共職業能力開発施設に在学し、満18歳以上で施設長の推薦があり、父母の直近1年間の所得が基準額以下であること等である。融資上限額は、普通課程の訓練生は1年あたり260,000円（自宅生）、310,000円（自宅外）、専門課程、応用課程、長期課程の訓練生、学生は500,000円（自宅）、590,000円（自宅外）、研究課程の学生は1,020,000円である。融資利率は年利3%、返済は10年間を限度とする。

#### あしなが育英会
病気や事故、災害、自殺などにより親を亡くした子供に対し、高校、大学、専門学校に通うための奨学金を貸与・給付する。

### 国外留学者のための奨学金
日本国外への留学には多額の費用が必要となることが多く、奨学金を利用する学生も多い。「海外留学奨学金パンフレット」で概要がわかる。給付と貸与とある。

#### 公費による奨学金
1964年より大学生を対象とするサンケイスカラシップ（産経新聞社、フジテレビジョンなどが主唱）があったが、1989年に事業は終了された。また、かつてのコンクール・ド・フランセ（朝日新聞社主催）は、2015年現在は財団法人日仏会館主催（後援：朝日新聞社他）の「日仏会館フランス語コンクール」となり、対象は学生に限らないが、応募資格に制限がある。2014年よりトビタテ!留学JAPANがスタートした。
これらの他に、ライオンズクラブ、ロータリークラブ、AFS（高校生対象）などがある。

### 国費で実施されている奨学金制度
特定の目的のために国費によって運営されている奨学金制度である。いずれも管轄省庁の指定する職に一定期間勤務すれば返還免除となる。各省庁が管轄している場合でも、実施機関は都道府県である場合が多いが、以下の制度は国費によって運営されている。いずれも日本学生支援機構の奨学金との重複を認めている。

#### 防衛省による貸費学生制度
自衛隊法第98条に基づく制度である。技術貸費学生と衛生貸費学生があり、技術は理・工学系、衛生は医・歯学系の学生を対象としている。採用は例年十数名程度である。
奨学金ではないが防衛医科大学校では卒業後に任官拒否もしくは9年以内に自衛隊を退官する場合は、大学校卒業までの経費（最高5,021万円）を国庫に返還する必要があり、無利子での貸し付けとも捉えられる。

#### 矯正医官修学資金貸与法による修学資金貸与制度
法務省所轄の奨学金制度である。医学専攻の学生のうち、卒業後各種矯正施設に勤務しようとする者を対象とする。貸与額は月15万円である。対象は医学部3学年以降で矯正医官として一定期間勤務しなければ返還する必要がある。

### 地方自治体による奨学金制度
都道府県レベルや市町村単位など、その募集内容や奨学金の額、そして、返済の有無など制度内容は千差万別ではあるものの、多くの地方自治体に制度がある。

### 民間企業による奨学金制度
民間企業が独自に実施する奨学金制度。通年募集されているものもあれば、小額を突発的に募集するもの、特定の学校限定の奨学制度など多岐に渡る （例: 戸田育英財団奨学金など）。
トヨタ工業学園のように自社の職業能力開発校の学費を無料、社員として給与を支給している例もある。

#### 新聞社による奨学金制度
新聞社による新聞奨学生と呼ばれる奨学金貸与/支給制度である。学生は就学期間中販売店で新聞配達に従事する事で奨学金の支給を受ける事ができる。主に都市部の新聞社が実施している。奨学金という名目ではあるが、実質的には労働契約における報酬を奨学金と名称しているだけである。

## アメリカ合衆国の奨学金

### 給付型奨学金とGPA条件
アメリカの大学における返済義務のない給付型奨学金は、成績優秀者のみが利用できる制度であり、GPA3.5以上(MAX4)であることが必要とされている。

#### 全米優等生協会
全米優等生協会（en:National Honor Society）は、学業成績、指導性、奉仕活動、人物などを選考基準とする奨学金制度を設けている。

#### 全米功労大学奨学金受給試験
全米功労大学奨学金受給試験（ナショナル・メリット・スカラシップ、en:National Merit Scholarship）では、成績優秀者を対象としたに奨学金制度を設けている。合格者（finalists)、準資格者（semifinalists)、推奨者（commended students）などが選考される。

#### フルブライト奨学金
- フルブライト奨学金 - 1946年に発足したアメリカ留学に関する国際教育交流奨学制度である。アメリカとアライアンスを結んでいる国は160カ国以上あり、2023年3月時点で約39万人のアメリカへの奨学生を援助した。日本では1951年から提携が始まり、1979年からは米国政府単独ではなく、日本国民の分は日本政府と運営費を折半することを決定し、同年12月24日に日米教育委員会が設立された。2023年3月までにフルブライト奨学生(フルブライター)となった日本人は6,600人超えである[26]。

一方、2025年に発足した第2次トランプ政権では、政府が担ってきた奨学金の助成について見直しが進められた。

## 中華人民共和国の奨学金
中国は高等教育段階で原則的にすべての学生に補助制度があり、その中、優れた学生に奨励のためのものは「奨学金」と言い、すべての学生に生活の援助のためのものは「助学金」と言うことが多い。そのため、中国の「奨学金」は基本給付型の奨励金となるので、日本とは異なる。「助学金」は給付型がある一方、返済義務のある「助学ローン」もある。